# ساقه‌خونی‌ها
ساقه‌خونی‌ها (نام علمی: Millettia) نام یک سرده از زیرخانواده باقالی‌ها است.